# Trotuș
Le Trotuș est une rivière de l'est de la Roumanie, sous-affluent du Danube par le Siret.

## Géographie
Le Trotuș est une rivière de l'est de la Roumanie qui descend des monts Ciuc dans les Carpates orientales et rejoint le Siret en passant par Comănești et Onești dans le județ de Bacău. Il a une longueur totale de 162 km.